# Vimioso (freguesia)
A Freguesia de Vimioso é uma freguesia portuguesa do Município de Vimioso com 54,91 km² de área e 1245 habitantes (censo de 2021), tendo, por isso, uma densidade populacional de 22,7 hab./km².

## Demografia
A população registada nos censos foi:
| Distribuição da População por Grupos Etários | Distribuição da População por Grupos Etários | Distribuição da População por Grupos Etários | Distribuição da População por Grupos Etários | Distribuição da População por Grupos Etários |
| -------------------------------------------- | -------------------------------------------- | -------------------------------------------- | -------------------------------------------- | -------------------------------------------- |
| Ano                                          | 0-14 Anos                                    | 15-24 Anos                                   | 25-64 Anos                                   | > 65 Anos                                    |
| 2001                                         | 190                                          | 175                                          | 604                                          | 239                                          |
| 2011                                         | 161                                          | 126                                          | 684                                          | 314                                          |
| 2021                                         | 137                                          | 128                                          | 634                                          | 346                                          |

## História da vila de Vimioso

### Dos tempos pré-romanos àIdade Média
Há indícios de povoamento pré-histórico nos cabeços da Atalaia e de Pereiras, sobranceiros à vila de Vimioso, e em vários castros existentes, tanto no termo da vila (Batoqueira, Terronha, …) como de várias freguesias do concelho.
No lugar da Batoqueira, entre Vimioso e Carção, existem covas que a população chama salas e que teriam sido esconderijo de cristãos na época das lutas com os mouros. Convém lembrar que a tradição popular chama mouro/moura a todos os que não eram cristãos, incluindo romanos e povos anteriores.
Vimioso é mencionado desde os primórdios da nacionalidade portuguesa. Terá surgido a oeste da atual povoação (abaixo do Fundo da Vila), em local suficientemente húmido para produzir o vime que lhe deu o nome de lugar vimioso.
Naquela época, ter-se-á falado no seu termo o galego-português das terras situadas a ocidente do rio Maçãs e o asturo-leonês que originou a língua mirandesa nas terras situadas a norte e a leste do rio Angueira.
O senhorio de Vimioso foi dado pelos primeiros reis portugueses à família Antas cujo solar e pedra de armas se podem observar à frente da atual Igreja Matriz.

### Torre, castelo e pelourinho
Com outras localidades fortificadas da região (Bragança, Outeiro, Algoso, Miranda do Douro, Mogadouro, Penas Roias), Vimioso fez parte da linha de defesa da fronteira oriental do reino. Por isso, à torre denominada Atalaia, de origem romana ou visigótica, se juntou durante o período gótico um castelo. Erguida no monte sobranceiro à povoação, a torre da Atalaia permitia ver muito longe e vigiar as terras vizinhas ao passo que o castelo, edificado à saída do casario, pretendia protegê-lo e controlá-lo. A memória popular conservou o nome de Castelo para designar o local em que existira. Arrasado no século XVIII pelos espanhóis, foi substituído no século XIX pela escola. Existiram vestígios dos muros do castelo até meados do século XX. Deles, só resta hoje um muro.
Símbolo do direito de exercer justiça, um pelourinho, ainda hoje existente, foi erguido à frente do castelo.

### Os judeus
Em 1492, o concelho viu chegar grande afluência de judeus expulsos dos reinos de Leão e Castela. Depois de acamparem num local que conservou o nome de Cabanas, entre as atuais povoações de Caçarelhos e Vimioso, os judeus foram autorizados a estabelecerem-se em várias aldeias e vilas da região (Vimioso, Carção, Argozelo, etc.). Convertidos à força à religião católica, constituíram nessas localidades comunidades importantes que pouco se misturaram com o resto da população até meados do século XX. Os judeus – assim chamados até hoje – distinguiam-se dos lavradores pelos ofícios exercidos, ligados ao artesanato e comércio.

### Vila e terra de condes
O século XVI e o início do século XVII constituíram um período de prosperidade para Vimioso e outras terras do Nordeste transmontano (Miranda do Douro, etc.). Em 1516, o rei D. Manuel deu-lhe foral que a elevou à categoria de vila. O título de conde, atribuído a D. Francisco de Portugal em 1534 pelo rei D. João III, denota o prestígio alcançado então pela vila.

### A Igreja Matriz
A antiga igreja romano-gótica ter-se-á situado até ao século XVI no local ainda hoje chamado Cruzes. A atual igreja matriz, de cunho renascentista, foi construída na segunda metade do século XVI à saída da vila, em frente do solar da família Antas que ofereceu juntas de bois para a construção com a condição de que a porta da igreja ficasse voltada para a entrada do seu solar. Elementos da antiga igreja parecem ter sido reutilizados na construção da atual.

### As guerras vindas de Espanha
As guerras dos séculos XVII e XVIII trouxeram a desgraça à vila. Em 1762, o exército espanhol atravessou a fronteira, arrasou o castelo e levou a população em degredo para Pamplona. A feira de São Miguel, uma das maiores do Norte do país, feita cada ano a 29 de Setembro no local chamado Vale de S. Miguel, deixou de se fazer em Vimioso. Essa feira, que atraía portugueses e espanhóis, passou para a cidade espanhola de Zamora em que ainda hoje se realiza.

### O crescimento do século XIX
Acompanhando o aumento da população, a povoação até então limitada (Fundo da Vila, Rapadoura) expandiu-se para cima do antigo castelo e da igreja, galgando a encosta do monte sobranceiro. A partir do novo centro (Praça), surgiram novas ruas orientadas para norte (Calçada, rua de Trás), leste (Portela) e oeste (Malhada). Ao lado da agricultura que empregava a maior parte da população ativa, o comércio e o artesanato conheceram forte incremento. Vimioso chegou então a ser o eixo central do comércio entre os concelhos vizinhos de Macedo de Cavaleiros, Miranda do Douro e Mogadouro.

### A emigração
Durante o século XX, vários surtos migratórios levaram grande parte da população para o Brasil – até à década de 1960 – e para a Europa (principalmente para França), provocando a desertificação da freguesia e, mais ainda, do concelho.

## Património arquitectónico
Apesar das guerras e vicissitudes da História, Vimioso apresenta belos vestígios de um património multisecular.
- Pré-história, Antiguidade e Idade Média: Torre da Atalaia.
- Idade Média: Pelourinho.
- Séc. XVI e XVII: Igreja de São Vicente ou Igreja Matriz.
- Séc. XIX e XX: Paços do Concelho, Casa da Cultura.

## Feiras e festas
- Feiras
- Feiras quinzenais: dias 10 e 25 de cada mês.
- Feira anual: 10 de agosto, feira de São Lourenço, feriado municipal.
- Principais festas católicas
- Janeiro: festas de S. Sebastião (dia 20) e de S. Vicente (dia 22), padroeiro da vila;
- Maio: festa de Sto Antão, em que se procede à bênção dos animais junto da capela que se ergue no monte sobranceiro à vila;
- Junho: festa do Sagrado Coração de Jesus, em que as crianças fazem a primeira comunhão;
- Agosto (semana do dia 10): festas de S. Lourenço, de Sta Bárbara, da Sra da Saúde e da Sra dos Remédios.

A festa da Senhora da Saúde, padroeira do concelho, reveste grande solenidade religiosa. O pesado andor da Virgem é levado em procissão de velas da Igreja Matriz para o santuário da Visitação, situado a 2 km no cabeço de Pereiras. No dia seguinte, depois de missa cantada no Templo da Visitação, a Virgem volta em procissão solene para a vila à qual dá volta antes de regressar à Igreja Matriz.
- Festas concelhias - Durante a semana de 10 de agosto, feriado municipal, organizam-se as festas concelhias que incluem uma programação musical, a feira anual de S. Lourenço e as festas religiosas da Sra da Saúde e de Sta Bárbara e, com menor regularidade, da Sra dos Remédios.

No dia da feira de S. Lourenço (10 de Agosto), realiza-se um concurso de gado bovino de raça mirandesa e lutas de touros que atraem grande afluência vinda das aldeias do concelho.